# Can Castellví (Barcelona)
Can Castellví és una masia de Barcelona, a Collserola, inclosa a l'Inventari del Patrimoni Arquitectònic de Catalunya.

## Descripció
És una casa pairal dividida en diferents cossos. Una de les parts està ben restaurada.
La formen tres façanes bastant semblants, en una de les quals l'accés es fa per una escala exterior que puja al primer pis.
Per una de les façanes laterals que dona a una cruïlla de camins es pot observar la part més antiga de la construcció.
Els teulats són tots a dos vessants.

## Història
Segons la història de Vallvidrera, apareix el nom de Castellví ja al segle xv. La història de Can Castellví de Dalt comença per un tal Jaume Castellví, fill d'Antic i de Beneta, que fa testament l'any 1680, fent hereu el seu fill Llorenç. Aquest, essent fadrí, fa testament l'any 1706 en favor de la seva germana Paula. En testament de 1731 deixa majora i usufructuària a la seva nora. Altres descendents Castellví figuren successivament fins a l'any 1890. En aquesta data, Pere Campreciós i Torner es casa amb Josepa Solans i Barbaroja, vídua i mestressa de Can Castellví de Dalt.